# Retiro do Muriaé
Retiro do Muriaé é o 5º distrito do município de Itaperuna, localizado ao noroeste do Estado do Rio de Janeiro.

## Toponímia
O nome da localidade derivou-se da Fazenda do Retiro, cujo proprietário Firmino Moreira Ramos cedeu o terreno para ser edificada a estação ferroviária da Companhia Estrada de Ferro do Carangola, em 1884, para atender a região. Na década de 1940 a estação teve o seu nome alterado para Retiro do Muriaé para diferenciar-se de outra estação chamada Retiro em Minas Gerais, perto de Juiz de Fora.

## História
A formação inicial do povoado deve-se à família do pioneiro Capitão Lucas Martins Barbosa, que ergueu na margem oposta do rio Muriaé a Fazenda Desengano. Por volta de 1865, seu filho, o Major Manoel Lucas inicia uma pequena povoação ao edificar uma casa comercial na outra margem do rio, inicia à construção da ponte, ergue a igreja primitiva e o Cemitério.
Em 15 de outubro de 1884 a Companhia Estrada de Ferro do Carangola inaugurou a Estação Retiro. No ano de 1890, a companhia foi encampada pela Estrada de Ferro Leopoldina, onde a linha passaria a ser denominada como Ramal do Poço Fundo. 
Na década de 1940, a estação teve o seu nome alterado para Retiro do Muriaé. A estação foi fechada em 1973, quando o trem de passageiros da Leopoldina deixou de circular pelo ramal. Após a desativação do ramal, os trilhos foram retirados. 
Retiro do Muriaé é elevado a condição de distrito municipal através da Lei nº454, de 7 de maio de 1949, apresentada à Câmara Municipal de Itaperuna pelo então vereador José Garcia de Freitas Filho. O novo distrito incorporou territórios de parte dos distritos de Itaperuna, Laje do Muriaé e Comendador Venâncio.

## Geografia

### Relevo
O distrito localiza-se em no vale formado pelo Rio Muriaé. A Serra do Castelo (ou do Paraíso) se destaca por suas torres de  televisão e do serviço de rádio da Polícia Militar do Estado do Rio de Janeiro.

### Hidrografia
o Rio Muriaé é o principal do distrito, tendo como alguns de seus afluentes o rio São João e Ribeirão Santo Antônio. Já o Ribeirão Paraíso é afluente da bacia do rio Carangola.

## Economia
Anteriormente o café era o principal produto agrícola da região, porém, medidas do governo provocaram a sua erradicação, ele deixou de ser cultivado. Atualmente a agricultura limita-se ao cultivo de arroz, milho, feijão e hortaliças.
No setor da pecuária, o gado leiteiro tem maior importância; sobrepondo-se a pecuária de corte.
Existia na Fazenda da Floresta um alambique, criado em 1946, pertencente a Indústria de Aguardente Florestina.

## Esportes
A prática do desporto no distrito se destaca com o Retiro Futebol Clube, criado em 1934, com seu Estádio Valdemar Nogueira, cujo nome homenageia um antigo treinador do clube. O estádio do clube foi construído pelos seus associados, tendo à frente o Sr. Mílton Freitas de Oliveira. O clube disputou a Super Copa Noroeste em 2017 e 2018.